# Station Grantham
Grantham is een spoorwegstation van National Rail in Grantham, South Kesteven in Engeland. Het station is eigendom van Network Rail en wordt beheerd door London North Eastern Railway. 